# Eriococcus casuarinae
Eriococcus casuarinae är en insektsart som först beskrevs av William Miles Maskell 1893.  Eriococcus casuarinae ingår i släktet Eriococcus och familjen filtsköldlöss. Inga underarter finns listade i Catalogue of Life.